# ندبة هيبيس

ندبة هيبيس (Hebes Chasma) هو حوض صغير منعزل، يقارب 8000 م عمقا في وادي مارينار (الأخدود الكبير على المريخ)، حيث يعتقد أن المياه تدفقت في الحقب السابقة، وتقوم كاميرا الستيريو ذات الوضوح التصويري العالي على متن «مارس اكسبرس» التابعة لوكالة الفضاء الأوروبية بدراسة المنطقة لمحاولة توفير معطيات جديدة بالصور لتاريخ تكونها، ويقع تشقق هيبيس عند خط العرض 1 جنوبا والطول 282 درجة شرقا.